# FIFA 07
FIFA 07 è un videogioco di calcio appartenente alla serie FIFA. È stato sviluppato da EA Canada e pubblicato da Electronic Arts il 27 settembre 2006 in Europa e il 3 ottobre 2006 nel Nordamerica per Windows, Nintendo DS, GameCube, PlayStation 2, Xbox, Game Boy Advance, PlayStation Portable e telefono cellulare. La versione per Xbox 360, invece, è stata pubblicata il 27 ottobre 2006 in Europa e il 31 ottobre 2006 nel Nordamerica. Lo slogan del gioco è "This is the season", "Questa è la stagione".
FIFA 07 è il quattordicesimo gioco della serie FIFA e l'undicesimo in 3D.

## Modalità di gioco
Il gioco presenta le seguenti caratteristiche:
- 27 campionati, di 20 paesi, con più di 510 squadre e più di 10.000 giocatori con licenza.
- Campionati interattivi: introdotta una modalità online consistente in versione interattive della FA Premier League, della Ligue 1, della Fußball-Bundesliga e della Primera División de México che tiene conto del reale calendario dei tornei.
- Il pubblico degli stadi è più reattivo rispetto ai precedenti capitoli, e il loro modo di esprimersi varia in base alla nazione: per esempio, in Francia i tifosi si esprimono in lingua francese.
- Migliorato il sistema manageriale, al fine di rendere il gioco più realistico.
- Sono incluse le esultanze tipiche per i gol di Ronaldinho, CR7, Kaká, Wayne Rooney, Ronaldo El Fenomeno, Pippo Inzaghi, Luca Toni e altri giocatori.
- Migliorato anche il sistema per eseguire un calcio piazzato, così come l'AI dei calciatori.
- Migliorati i passaggi, i traversoni, le tecniche per i calci di punizione e l'AI dei calciatori.
- Migliorate le tecniche di tiro che in base allo spazio del giocatore, alla coordinazione e alla tecnica decideranno la traiettoria del tiro. È stato incluso un nuovo tiro "finesse", che richiede molto più spazio e coordinazione, è più lento ma assume traiettorie ad effetto.
- La modalità carriera può essere trasferita dalla PlayStation 2 alla PlayStation Portable e viceversa con un semplice cavo USB. La modalità manageriale terrà conto anche della crescita e dello sviluppo dei giocatori, attraverso camp di allenamento giovanili, per produrre ulteriori giocatori (con i giovani più grandi che andranno a finire in prima squadra).
- Nuove traiettorie di palla, ad effetto e a controeffetto, terranno conto del campo, delle condizioni meteo e del giocatore.
- Si possono creare nuove squadre e nuovi giocatori.
- La telecronaca è più realistica, ed il commento in italiano è del duo Fabio Caressa e Beppe Bergomi.
- I soldi nella modalità carriera sono misurati a scelta in Sterline, Euro o Dollari.
- La Modalità Sfida, che permette di effettuare delle prove con delle regole specifiche per superarle. Completandole, verranno guadagnati dei punti per acquistare oggetti bloccati.
- Come il suo predecessore, FIFA 07 offre le squadre World XI e Classic XI, da sbloccare.
- FIFA 07 tiene conto della qualità di tiro di ogni giocatore, inclusa l'eventuale debolezza calciando con un piede rispetto all'altro.
- Migliorati i premi aggiuntivi da sbloccare nel Negozio Ufficiale.

### Campionati
Ci sono 27 campionati in FIFA 07. Sono anche presenti una lega internazionale, composta dalle squadre nazionali, e il Resto del Mondo, che include alcune squadre non presenti nei campionati.
- Bundesliga austriaca
- Jupiler League
- Campionato Brasiliano
- K-League
- Campionato danese 1
- Ligue 1 360
- Ligue 2
- Bundesliga360
- Zweite Bundesliga
- FA Premier League OL 360
- Football League Championship
- Football League One
- Football League Two
- Serie A 360
- Serie B
- Primera División de México 360 OL
- Tippeligaen
- Eredivisie
- Ekstraklasa DS GBA
- Liga BWIN
- Scottish Premier League
- Primeira División 360
- Segunda División
- Major League Soccer
- Allsvenskan
- Super League (Svizzera)
- Campionato turco DS GBA
- World League (Solo World XI e Classic XI. Solo in modalità Calcio d'inizio)

360 -Sono gli unici campionati presenti nella versione Xbox 360.

DS - Non presente nella versione Nintendo DS.

GBA - Non presente nella versione Game Boy Advance.

OL - Campionato Interattivo.

1 - Il Campionato Danese sarà un campionato generico nella versione Nintendo DS

2 - La Juventus sarà presente nella Serie B Italiana nelle versioni Xbox, Xbox 360, PS2 e PC, mentre sarà in Serie A nelle altre versioni.

#### Resto del Mondo
- Boca Juniors
- River Plate
- Bahia
- Atlético Mineiro
- AEK Atene
- PAOK
- Panathīnaïkos
- Olympiakos
- Losanna
- Lugano
- La Chaux-de-Fonds
- Orlando Pirates
- Kaizer Chiefs
- Sparta Praga

#### Internazionale
FIFA 07 ha 44 squadre nella lega internazionale. Alcuni dei grandi esclusi sono: la Rep. Ceca, il Giappone (arrivato agli ottavi di finale nei mondiali Corea-Giappone 2002, presente nella versione Xbox 360), l'Olanda (anch'essa presente nella versione Xbox 360; è comunque presente il Campionato Olandese), e il Ghana, arrivato agli ottavi di finale nei mondiali di Germania 2006. Le seguenti nazionali sono presenti nelle consoles Current-Generation.
- Argentina
- Australia
- Austria
- Belgio
- Brasile
- Bulgaria
- Camerun
- Cina
- Corea del Sud1
- Costa Rica
- Croazia
- Danimarca
- Ecuador1
- Inghilterra
- Finlandia
- Francia
- Galles
- Germania
- Grecia
- Iran1
- Irlanda
- Irlanda del Nord
- Italia
- Messico
- Nigeria
- Norvegia
- Paraguay
- Polonia
- Portogallo
- Romania
- Russia
- Scozia
- Serbia e Montenegro1
- Slovenia
- Spagna
- Stati Uniti
- Svezia
- Svizzera
- Tunisia
- Turchia
- Ucraina1
- Ungheria
- Uruguay

1 Non presente in FIFA 06

### Stadi
Nel gioco sono disponibili 34 stadi:
- AOL Arena (Amburgo)
- Allianz Arena (Bayern Monaco)1,2
- Amsterdam ArenA (Ajax)
- Anfield (Liverpool)
- Atatürk (Turchia)
- BayArena (Bayer Leverkusen)
- Vicente Calderón (Atlético Madrid)
- Camp Nou (Barcellona)
- Constant Vanden Stock (Anderlecht)
- Daegu Sports Complex (Daegu)
- Emirates Stadium (Arsenal) 1
- Estadio Azteca (América)
- Estádio da Luz (Benfica)
- Estádio do Bessa (Boavista)
- Estádio do Dragão (Porto)
- Estádio José Alvalade (Sporting Lisbona)
- Félix Bollaert (Lens)
- Mestalla (Valencia)
- Millennium Stadium (Galles)
- Old Trafford (Manchester Utd)
- Olympiastadion (Hertha Berlino) 1
- Parc des Princes (Paris Saint-Germain)
- San Siro (Inter, Milan)
- Santiago Bernabéu (Real Madrid)
- Seoul Sang-Am (Seoul)
- Westfalenstadion (Borussia Dortmund)
- St James' Park (Newcastle Utd)
- Stade de Gerland (Olympique Lione)
- Stadio delle Alpi (Juventus, Torino) (1990-2006)
- Stadio Olimpico (Roma, Lazio)1
- Stade Vélodrome (Marsiglia)
- Stamford Bridge (Chelsea)
- Veltins-Arena (Schalke 04)1
- Wembley Stadium1 (Ospitante le finali di FA Cup, Carling Cup e LDV Vans Trophy)

1 Non presente in Fifa 06

2 Solo su Xbox 360

### Versione per Xbox 360
La Electronic Arts ha sviluppato uno speciale motore di gioco dinamico per la versione di FIFA 07 per Xbox 360, promettendo una grafica migliorata e controlli migliori.
Caratteristiche extra includono la possibilità di visualizzare i risultati delle partite vere di campionato in tempo reale, podcast settimanali e statistiche dettagliate, informazioni e news in tempo reale disponibili in cinque lingue. Attraverso Xbox Live, i giocatori riceveranno aggiornamenti automatici. Inoltre FIFA 07 permette a quattro giocatori di giocare insieme ad una sola console contro quattro rivali su di un'altra console. La modalità "Manager" permette ai giocatori di creare i propri calciatori mentre quella "Challenge" offre un totale di 85 scenari. Ogni calciatore nel gioco è unico, anche con vestiti dinamici, ed è completamente modificabile.
La versione per Xbox 360 inoltre offre un mini-gioco durante il caricamento del gioco vero e proprio, portando il giocatore in una sfida di precisione contro un portiere.
La EA ha eliminato tutti i campionati tranne 7 per questa versione del gioco, in realtà solo 6 perché uno di essi ha solo una squadra, la Juventus. Secondo il produttore Jean-Charles Gaudechon questo è dovuto al fatto che lo sviluppo del motore di gioco usato per la versione Xbox 360 ha richiesto troppo tempo e gli sviluppatori del gioco non sono riusciti a implementare altro. È però tornato alla normalità nella versione successiva. 
Una demo di FIFA 07 è stata disponibile sul Xbox Live Marketplace dal 6 ottobre 2006.

## Copertine
Nelle copertine di FIFA 07 ci sono 8 giocatori, a seconda del paese in cui è venduto. Ronaldinho viene raffigurato in tutte le copertine, ed è accompagnato da altri giocatori:
- Nel Nord America: Landon Donovan e Francisco Fonseca.
- Nel Regno Unito, in Australia, nei Paesi Bassi e in Belgio: Wayne Rooney.
- In Germania: Lukas Podolski.
- In Spagna: David Villa.
- In Italia: Kaká.
- In Francia: Juninho Pernambucano.
- In Svizzera: Tranquillo Barnetta.

## Colonna sonora
FIFA 07 possiede una colonna sonora costituita da una vasta quantità di generi musicali, provenienti da diverse parti del mondo. Le canzoni sono le seguenti:
- Angélique Kidjo - "Wele Wele"
- Belasco - "Chloroform"
- Bersuit Vergarabat - "O Vas a Misa..."
- Bitman & Roban - "Get On The Floor"
- Blasted Mechanism - "Blasted Empire"
- Boy Kill Boy - "Civil Sin"
- caBas - "La Cadena de Oro"
- Carlos Jean - "Get Down"
- d.o.c.h.! - "Was in der Zeitung Steht"
- Elefant - "Uh-oh Hello"
- Emmure - "When Keeping It Real Goes Wrong"
- Epik High - "Fly" 1
- Fertig, los! - "Sie ist in mich verliebt"
- Fountains of Wayne - "Stacy's Mom"
- Infadels - "Can't Get Enough (Mekon Remix)"
- Keane - "Nothing in My Way"
- Killswitch Engage - "The Arms of Sorrow"
- Mellowdrone - "Oh My"
- Mobile - "New York Minute"
- Morning Runner - "Gone Up In Flames"
- Muse - "Supermassive Black Hole"
- Nightmare of You - "Dear Scene, I Wish I Were Deaf"
- Outlandish - "Kom Igen"
- Paul Oakenfold - "Beautiful Goal"
- Persephone's Bees - "Muzika Dlya Fil'ma"
- Plastilina Mosh - "Peligroso Pop"
- POLYSICS - "Tei! Tei! Tei!"
- The Prototypes - "Kaleidoscope"
- Ralph Myerz e The Jack Herren Band - "Deepest Red"
- Seu Jorge - "Tive Razão"
- Shiny Toy Guns - "You Are The One" 1
- Stijn - "Gasoline & Matches"
- Surferosa - "Royal Uniform"
- Tahiti 80 - "Big Day" 1
- The Feeling - "Sewn"
- The Pinker Tones - "TMCr Grand Finale" 1
- The Sheer - "Understand"
- The Young Punx - "You've Got To..." 1
- Tigarah - "Girl Fight" 1
- Trash Inc. - "Punk Rock Chick"
- Young Love - "Discotech"

## Premi
- UK: Settimo gioco venduto più velocemente di tutti i tempi[2]
- IGN: Gioco dell'anno 2006: Miglior gioco di sport (Xbox, PC)[3]
- IGN: Gioco dell'anno 2006: Miglior colonna sonora (Xbox 360)[4]
- TeamXbox.com: Gioco dell'anno 2006: Miglior gioco di sport (Xbox)[5]
- UK: Primo titolo FIFA in prima posizione delle classifiche di natale del Regno Unito dai tempi di FIFA 98[6]
- Punteggio medio delle recensioni: 85% Xbox, 82% PS2, 79% Gamecube, 79% PSP, 78% PC, 72% Xbox 360. (metacritic.com)[7]